# Filipowci (obwód Pernik)
Filipowci (bułg. Филиповци) – wieś w Bułgarii, w obwodzie Pernik, w gminie Tryn. Według Ujednoliconego Systemu Ewidencji Ludności oraz Usług Administracyjnych dla Ludności, 15 marca 2015 roku miejscowość liczyła 141 mieszkańców.
W odległości około 3 km na północ od Filipowci w kotlinie w Zawałskiej płaninie, znajduje się pozostałość po starożytnej osadzie o powierzchni 4 ha. Znaleziono tam liczne przedmioty i fragmenty z epoki brązu. Na obrzeżach miejscowości znajduje się jaskinia Beżanska pesztera, często uczęszczana przez turystów.

## Osoby związane w miejscowością
- Nikoła Popow – bułgarski akademik Uniwersytetu sofijskiego